# Густавсон, Оскар
Оскар Густавсон (14 февраля 1889, Когулинский приход волости Вальяла, Сааремаа — декабрь 1945, Таллин) — эстонский политик и журналист.

## Биография
Окончил Кармельскую учительскую семинарию. Затем работал учителем на Хийумаа и в Перновском уезде. Был инвалидом Первой мировой войны. С 1917 года участвовал в социалистическом рабочем движении. Во время немецкой оккупации Эстонии был арестован и находился в тюрьме.
Оскар Густавсон представлял EISTP в I, II, III, IV и V Рийгикогу (Государственных собраниях). В I Рийгикогу был избран от 38-го избирательного округа. В последних двух Рийгикогу служил на посту заместителя госсекретаря (13 марта 1930 года — 14 июня 1932 года и 20 июня 1932 года — 31 декабря 1937 года). 25 января 1921 года Оскар Густавсон стал первым членом Рийгикогу, который был выведен с заседания Рийгикогу с помощью полиции.
В 1937—1940 годах он был главным редактором журнала Nädal Pildis.
Вошёл в правительство Отто Тиифа. 18 сентября 1944 года Юри Улуотс назначил Оскара Густавсона на должность Государственного контролёра. Густавсон умер в декабре 1945 года при побеге от сотрудников НКВД.